# Ali Marie Matheson
Pour les articles homonymes, voir Matheson.
Ali Marie Matheson, née le 5 juillet 1956 dans le comté de Los Angeles, est une productrice et scénariste américaine.

## Biographie
Elle est la sœur du réalisateur et scénariste Chris Matheson et l'épouse du producteur et scénariste Jon Cooksey.

## Filmographie

### comme scénariste
- 1984 : Fame (série télévisée)
- 1985 : MASK (série télévisée)
- 1985 : Clair de lune (Moonlighting) (série télévisée)
- 1985 : Quoi de neuf docteur ? (Growing Pains) (série télévisée)
- 1987 : Histoires fantastiques (Amazing Stories) (série télévisée)
- 1989 : Betty Boop's Hollywood Mystery
- 1996 : Au-delà du réel : l'aventure continue (The Outer Limits) (série télévisée)
- 1997 : A Rugrats Vacation (vidéo)
- 1997 : Les Razmoket (Rugrats) (série télévisée)
- 1998 : Les Sorcières d'Halloween (Halloweentown) (TV)
- 1999 : Aux frontières de l'étrange (So Weird) (série télévisée)
- 2001 : Les Sorcières d'Halloween 2 (Halloweentown II: Kalabar's Revenge) (TV)
- 2001 : The Santa Claus Brothers (TV)
- 2003 : Before I Say Goodbye (TV)
- 2006 : Le Messager des ténèbres (The Collector) (série télévisée)

### comme productrice
- 1999 : Aux frontières de l'étrange (So Weird) (série télévisée)
- 2004 : Le Messager des ténèbres (The Collector) (série télévisée)
- 2007 : Nobody (TV)

### comme actrice
- 1980 : Quelque part dans le temps (Somewhere in Time) : Student